# ラーメン春樹

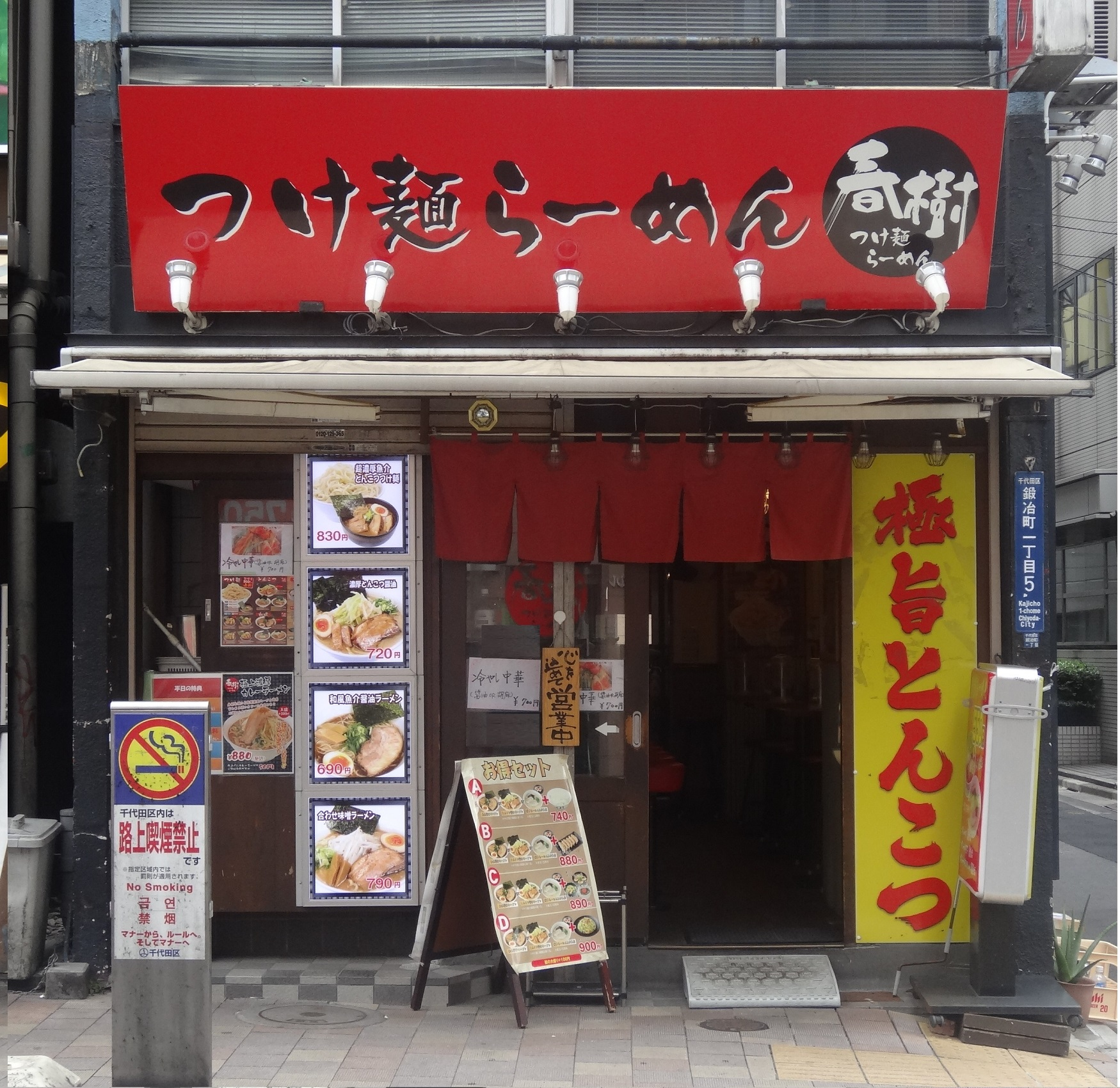
店舗外観

つけ麺・らーめん春樹（つけめん・らーめん はるき）は、東京都でつけ麺を中心に提供するラーメン店。株式会社創業新幹線（東京都豊島区）が運営。

## 概要

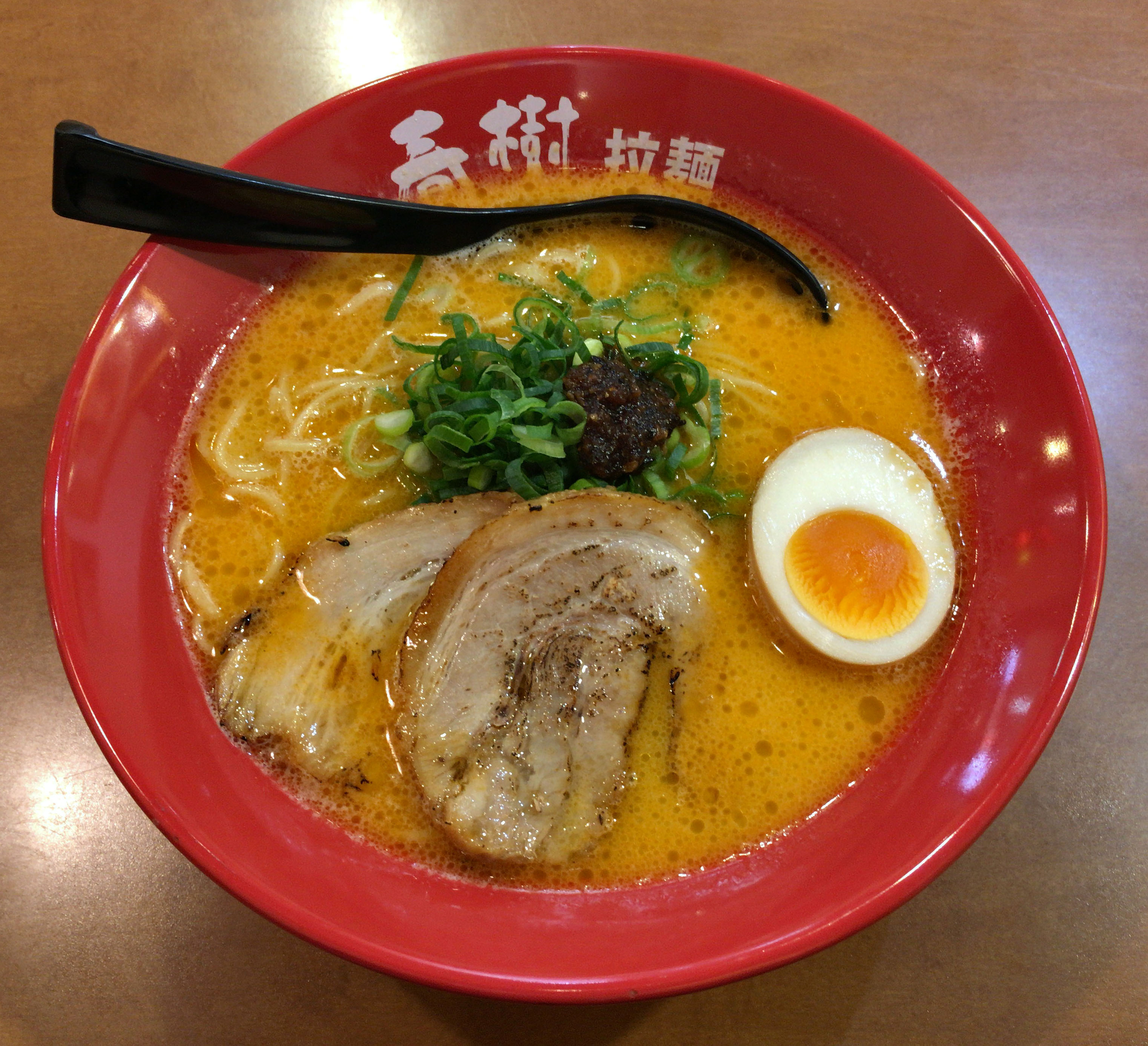
えび豚骨塩らーめん

在日中国人の起業支援を行う企業・「創業新幹線」が手がけるラーメンチェーンのひとつ。当初は麺増量山盛り(900グラム)まで無料のつけ麺のほか、魚介豚骨醤油ラーメン、塩ラーメン、味噌ラーメンを主体とした、当時の日本のトレンドに則したメニュー構成であったが、そののち横浜家系ラーメンを展開し、以降はこちらを主体に方針転換している。

## ブランド
- つけ麺らーめん春樹
- 横浜家系らーめん春樹
- えび豚骨拉麺春樹
- 釜焼き叉焼つけ麺五代目春樹